# 미나토마치
미나토마치(일본어: 港町)는 일본어에서 항구도시를 가리키는 말이다. 여기서는 전근대 일본의 미나토마치를 설명한다.
미나토마치의 기원은 상세가 불명하다. 아오모리현에 있는 조몬시대의 산나이마루야마 유적이 항구도시였다는 견해가 있다. 그 설이 사실이라면 일본 항구도시의 역사는 조몬시대까지 거슬러 올라가는 것이다. 문헌상 확인되는 바, 야요이시대부터 이미 중국과 교역한 기록이 있으며, 그렇다면 중국과의 교역을 위한 항구도시가 형성되었을 것으로 생각된다. 이키섬에 소재한 하루노츠지 유적은 야요이시대의 항구도시 터로 여겨지고 있다. 『일본서기』에는 닌토쿠천황이 카와치 평야를 개간하고 난바(오늘날의 오사카)를 수도의 외항으로서 정비했다고 기록되어 있다. 고훈시대 이후 북큐슈와 기나이를 연결하는 세토내해가 주요 교통로가 되면서 세토내해 연안에 많은 미나토마치가 형성되었다.
헤이안시대 말기에는 다이라노 기요모리가 정비한 오오와다노 토마리가 일송무역의 거점이 되었고, 오늘날의 고베시에 해당하는 후쿠하라쿄로의 천도가 계획되기도 했다. 무로마치시대 들어 열도 내의 교역이 활발해지고 수상교통이 번창함에 따라 미나토마치들도 번영했다. 효고진(옛 오오와다노 토마리)의 입항 척수는 연간 수천에 이르렀고, 세토내해의 다른 미나토마치들도 그 정도에 육박했다. 이는 동시기 한자동맹의 맹주 도시인 뤼베크의 연간 수백 척보다 훨씬 많은 것이었다. 에도시대 들어서도 수상교통이 정비되어(동회해운・서회해운) 각지의 미나토마치는 계속 번영했다.

## 같이 보기
- 조카마치 - 성하도시
- 슈쿠바마치 - 역참도시
- 몬젠마치 - 사원/신사의 사하도시